# Мартин, Джеремайя
Джерема́йя Олджаве́йн Ма́ртин (англ. Jeremiah Oljawain Martin; род. 19 июня 1996, Мемфис, Теннесси, США) — американский баскетболист, играющий на позиции разыгрывающего защитника.

## Карьера

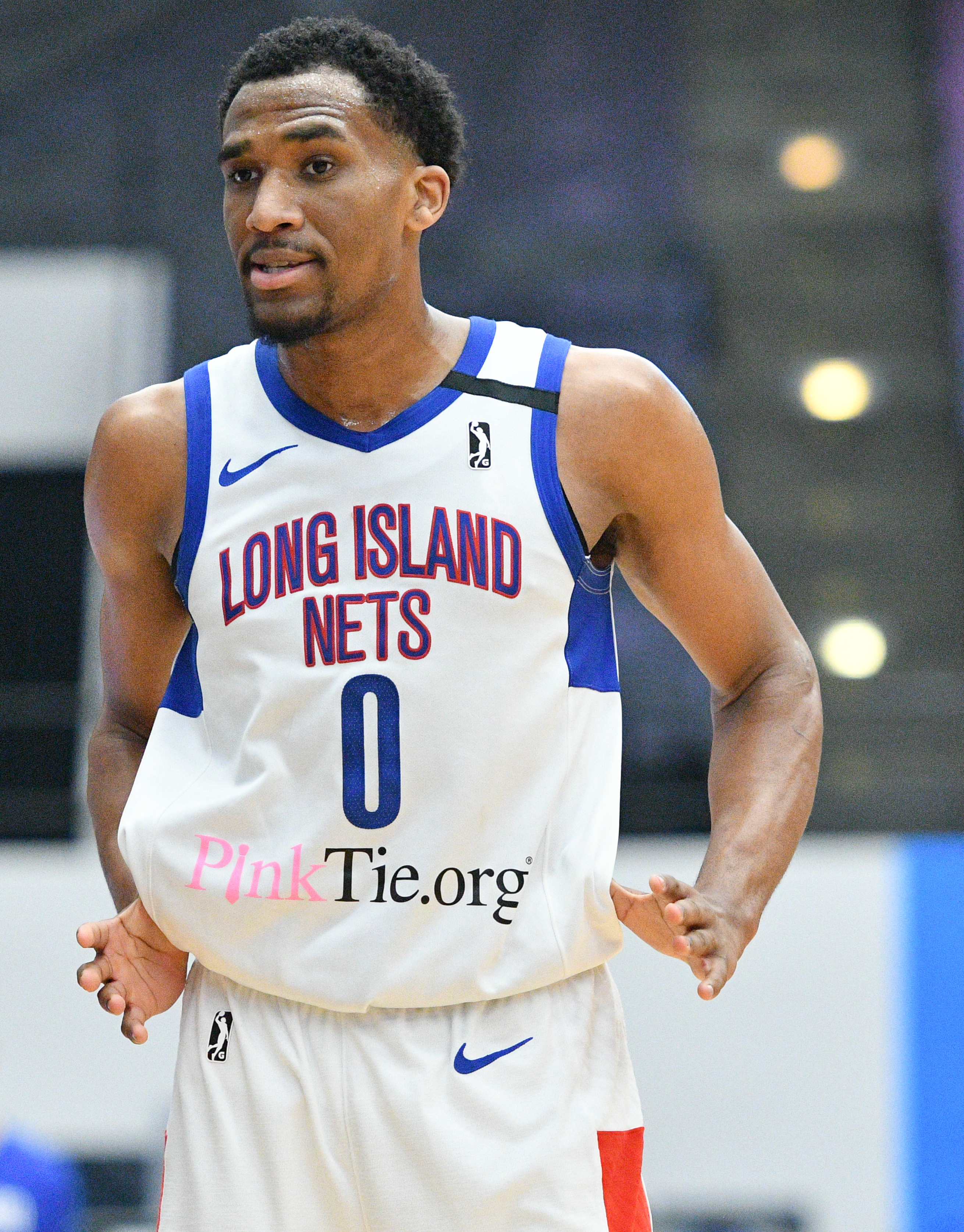
В составе «Лонг-Айленд Нетс» (2020)

Свою студенческую карьеру Мартин провёл, играя за «Мемфис Тайгерс».
Не став выбранным на драфте НБА 2019 года, отыграл за «Майами Хит» в Летней лиге НБА, после чего подписал с командой контракт. В октябре команда отказалась от игрока и отправила его в свой фарм-клуб — «Су-Фолс Скайфорс». За 21 игру в Джи-Лиге НБА, средняя статистика Джеремайи составила 18,5 очка и 5 передач.
В январе 2020 года Мартин подписал двухсторонний контракт с «Бруклин Нетс», позволяющий ему также играть за «Лонг-Айленд Нетс». Он дебютировал за «Бруклин» в НБА 31 января, в матче против «Чикаго Буллз».
В апреле 2021 года Джеремайя подписал двухсторонний контракт с «Кливленд Кавальерс», после чего провёл за команду 9 игр в НБА.
В октябре 2021 года перешёл в «Нью-Зиланд Брейкерс». Он принял участие в 10 матчах, в которых набирал в среднем 12,3 очка и 3,2 передачи.
В марте 2022 года присоединился к «Гёттингену». В 9 играх чемпионата Германии он набирал в среднем 16,8 очка и 3 передачи.
В августе 2022 года Мартин подписал контракт с «Шлёнском». В составе команды он стал серебряным призёром чемпионата Польши, войдя при этом в символическую пятёрку турнира.
В июле 2023 года стал игроком «Енисея». В феврале 2024 года Джеремайя принял участие в «Матче всех звёзд» Единой лиги ВТБ в составе «Команды Паскуаля». В мае 2024 года игрок покинул клуб по окончании контракта.
15 мая 2024 года Мартин контракт с «Уралмашем».
В январе 2025 года, по итогам голосования болельщиков, Мартин был выбран для участия в «Матче всех звёзд Единой лиги ВТБ», но из-за травмы не смог принять участие.
По окончании регулярного сезона Единой лиги ВТБ Мартин стал «Лучшим снайпером» турнира. В 35 матчах Джеремайя набирал 18,2 очка в среднем за игру.
В Кубке России Мартин стал победителем турнира и был включён в символическую пятёрку «Финала четырёх».
В июле 2025 года Мартин перешёл в «Локомотив-Кубань».

## Достижения
- Серебряный призёр чемпионата Польши: 2022/2023
- Обладатель Кубка России: 2024/2025